# Joan Miralles Monserrat
Joan Miralles Monserrat (Montuïri, Mallorca; 1945) és Catedràtic de Filologia Catalana de la Universitat de les Illes Balears des de 1983. Es va llicenciar en Filologia Romànica a la Universitat de Barcelona (1969) i el mateix 1969 va defensar la tesi de llicenciatura Contribución al estudio de la onomástica mallorquina.
L'any 1978 obtingué el doctorat en Filologia Catalana amb la tesi Un llibre de cort reial mallorquí del segle xiv. Introducció, transcripció i estudi lingüístic (premi extraordinari de Filologia, Universitat de Barcelona, 1978). Va ostentar el càrrec de vicedegà de la Facultat de Filosofia i Lletres l'any 1983 i el de director del Departament de Filologia Catalana i Lingüística General de la UIB entre els anys 1980 i 1998. És professor de Filologia Catalana a la UIB des del curs 1970-1971 i l'any 1983 és nomenat Catedràtic numerari en la filologia catalana de la UIB.
Ha impartit docència a la UIB des del curs 1970-1971. Entre el 1980 i el 1998 va ser director del Departament de Filologia Catalana i Lingüística General. És membre numerari de la Secció Filològica de l'Institut d'Estudis Catalans i de la comissió per a l'elaboració d'una proposta d'estàndard oral de l'IEC. Ha estat membre de la comissió redactora de l'avantprojecte de Llei de Normalització Lingüística per a la comunitat autònoma de les Illes Balears, i ha dirigit el projecte del Nomenclàtor Toponímic de les Illes Balears. Ha participat en el projecte finançat europeu PATROM (Patronymica Romanica), en el marc del qual prepara un Diccionari històric de l'antroponímia romànica i en el projecte del Ministeri d'Educació i Ciència Gramàtica del Català Antic (HUM2005-03508FILO). La seva recerca s'ha concretat en més d'una vintena de llibres publicats.
També ha dirigit tesis doctorals els anys 1991, 1993 i 1996. Ha dirigit congressos, seminaris, jornades, etc. de caràcter científico-tecnològics, com per exemple les jornades i aplecs d'onomàstica arreu de tota Mallorca des de l'any 1985 fins a l'any 1999.
Les seves línies de recerca i estudi han estat les següents: Història de la llengua catalana, Gramàtica històrica catalana, Comentari filològic de textos catalans, Onomàstica, Cultura popular, Literatura popular, Història oral, Colom i les Illes Balears, L'emigració balear a Cuba i a l'Argentina i la Història social de la llengua catalana.
El 16 de desembre de 2023 fou declarat Fill Il·lustre del seu poble natal, Montuïri.

## Publicacions
- (Tesi doctoral) Un llibre de Cort Reial mallorquí del segle xiv (1357-60). Introducció, transcripció i estudi lingüístic (1984). Pròleg d'Antoni Maria Badia i Margarit. IEB i Ed. Moll amb un ajut de la Fundació del Congrés de Cultura Catalana. 2 vols. Palma.
- Un poble, un temps (1974). Pròleg de Nicolau Llaneras. Editorial Turmeda (1a edició, 1974) i Miquel Font ed. (2a edició, 1995).
- Els carrers de Montuïri (1977). Pròleg d'Antoni Serra. COngrés de Cultura Catalana. Campanya per a la identificació del territori. Ed. Ciclostilada. Ciutat de Mallorca.
- Qüestionari sobre història i cultura popular de Mallorca (1978)
- La investigació de les fonts orals. Guia didàctica (1980)
- Vida i obra d'en Pere Capellà (Mingo Revulgo) (1980), Monografies de l'Obra Cultural Balear. Palma.
- La festa de l'Estendard (1981)
- La història oral. Qüestionari i guia didàctica (1985). Pròleg de Mercè Vilanova. Ed. Moll. Col. La Finestra. Textos didàctics. Palma.
- Receptari de cuina del segle xviii del P. Jaume Nartí i Oliver, amb la col·laboració de Francesca Cantallops (1989). UIB i Publicacions de l'Abadia de Montserrat. Biblioteca Marian Aguiló. Barcelona.
- Catàleg de noms propis de persona, amb la col·laboració d'Antoni Llull (1989). UIB. Col. Les tres llances, núm. 1. Palma.
- Onomàstica i literatura (1996). Pròleg d'Isidor Marí. Departament de Filologia Catalana i Lingüística General. UIB. Publicacions de l'Abadia deMontserrat, Barcelona.
- Corpus d'antropònims mallorquins del segle XIV (1997). Pròleg de Joan Veny. IEC. Repertoris de la Secció Filològica. III. Barcelona.
- Història i cultura popular (1998), tots dos aplecs de treballs apareguts anteriorment. Pròleg de Damià Ferrà-Ponç. UIB. Dep. de Filologia Catalana i Lingüística General. Publicacions de l'Abadia de Montserrat. Barcelona.
- Discursos per la llengua (1999), recull de discursos pronunciats des del 1982. Pròleg de Josep Melià. Departament de Filologia Catalana i Lingüística General i Publicacions de l'Abadia de Montserrat. Biblioteca Miquel dels Sants Oliver. Barcelona.
- Entorn de la història de la llengua (2001). Pròleg de Josep Massot i Montaner. Dep. de Filologia Catalana i Lingüística General. Publicacions de l'Abadia de Montserrat. Biblioteca de Miquel dels Sants Oliver. Barcelona.
- Estudis d'Onomàstica (2003). Pròleg de Josep Moran. UIB i Publicacions de l'Abadia de Montserrat. Biblioteca de Miquel dels Sants Oliver. Barcelona.
- Francesc de B. Moll, l'home dels mots.
- Francesc de B. Moll i la llengua literària. Pròleg de Gabriel janer
- Antologia de textos de les Illes Balears (Segles XIII - XVI). (2006) Pròleg de Joan Martí i Castell. Institut d'Estudis Baleàrics. Publicacions de l'Abadia de Montserrat. Vol I. Barcelona.
- Antologia de textos de les Illes Balears (Segles XVII - XVIII). (2006) Pròleg d'Albert Rossich. Institut d'Estudis Baleàrics. Publicacions de l'Abadia de Montserrat. Vol. II. Barcelona.
- Antologia de textos de les Illes Balears (Segle XIX, 1a part). (2007) Pròleg de Joan Mas i Vives. Institut d'Estudis Baleàrics. Publicacions de l'Abadia de Montserrat. Vol. III. Barcelona.
- Antologia de textos de les Illes Balears (Segle XIX, 2a part). (2008) Institut d'Estudis Baleàrics. Publicacions de l'Abadia de Montserrat. Vol. IV. Barcelona.
- Antologia de textos de les Illes Balears (Segle XIX, 3a part). (2009) Govern de les Illes Balears. Conselleria d'Educació i Cultura. Institut d'Estudis Baleàrics. Publicacions de l'Abadia de Montserrat. Vol. V. Barcelona.
- El diari "La Vida" (La Habana 1900 - 1913) (2009). A cura de Joan Miralles i Monserrat i Honorat Jaume i Font. Pròleg de Nuria Gregori. Amb la col·laboració de Jorge Domingo, Perfecto Quadrado i Rafel Viñas. Càtedra UNESCO de Llengües i Educació (IEC). Fundació Balears a l'Exterior (Fundació Càtedra Iberoamericana-UIB). Consell Insular de Mallorca. Departament de Cultura i Patrimoni. Institut d'Estudis Baleàrics. Publicacions de l'Abadia de Monstserrat. Barcelona.
- Antologia de textos de les Illes Balears (Segle XIX, 4a part). (2010) Govern de les Illes Balears. Conselleria d'Educació i Cultura. Institut d'Estudis Baleàrics. Publicacions de l'Abadia de Montserrat. Vol. VI. Barcelona.
- Col·laborà en el Diccionari de la llengua catalana (1995).

## Col·laboracions en revistes
- Lluc. Revista de cultura i d'idees. Hi va participar des del mes de juny de l'any 1969, publicant en nombrosos números durant els següents anys. La darrera publicació en aquesta revista va ser l'any 1998. Ciutat de Palma (Mallorca).
- Mayurqa. Miscelánea de Estudios Humanísticos. Hi va participar els anys 1971, 1974, 1976, 1978 i 1981.
- Serra d'Or. Publicacions de l'Abadia de Montserrat. Hi va participar els anys 1971, 1972, 1990 i 1992.
- Almanac de Felanitx. L'any 1972.
- Diario de Mallorca. Hi va publicar a la secció d'opinió del Diario de Mallorca els anys 1972 i 1988.
- Fontes Rerum Balearium. L'any 1978.
- Randa. Curial, Barcelona, any 1979.
- I altres publicacions, com ara: Butlletí Interior de la Societat d'Onomàstica; Affar Departaments de Llengua i Literatura Catalanes de la UIB; Última Hora; Estudis de llengua i literatura catalanes A. M. Badia i Margarit; El Mirall; Associació Internacional de la Llengua i Literatura Catalana; Brisas Gran Enciclopèdia de Mallorca; L'Avenç; Estudis Baleàrics Cas Jai; Catalonia Culture; Hispanorama; Anuari de l'IEC; IEC; Afers; etc.